# Hipertermófilo
Um hipertermófilo é um organismo que sobrevive em temperaturas extremamente altas, acima de 60°C. O primeiro hipertermófilo conhecido, Sulfolobus acidocaldarius, foi descoberto no final da década de 1960 no Parque Nacional de Yellowstone, e então vários outros foram descobertos.